# Époisses (kaas)
De époisses AOP is een Franse kaas, vernoemd naar het plaatsje met dezelfde naam uit de regio Bourgondië. De kaas komt met name uit het departement Côte-d'Or. Hij is een van de 44 Franse kazen die het roodgele Europese AOC/AOP-keurmerk, dat sinds januari 2012 het AOC-label vervangt, mag voeren.
Volgens overlevering wordt de kaas sinds de zestiende eeuw in de streek gemaakt. Duidelijk is in elk geval dat in de achttiende eeuw de kaas op de boerderijen gemaakt werd. In allerlei administratieve geschriften komt de kaas naar voren, en wordt ook aan de bereidingswijze van de kaas gerefereerd.
Na de Eerste Wereldoorlog kwam het maken van de kaas in het verval. Het verdwijnen van een groot deel van de mannelijke bevolking maakte de taak van de vrouwen op het platteland veel zwaarder. Gevolg was dat er te weinig tijd over was voor het arbeidsintensieve kaasmaken. De kaas verdween langzaam, in 1954 is hij zelfs helemaal verdwenen, tot in 1956 een kleine groep boeren de kaas weer wilde gaan produceren en de nog aanwezige kennis ervoor samenbracht.
De inzet is niet voor niets geweest, in 1991 werd de kaas officieel erkend en werd het AOC-keurmerk toegekend.

## Bereiding
De kaas wordt van zowel rauwe als gepasteriseerde melk gemaakt. Er mag uitsluitend melk gebruikt worden van de runderrassen Franse simmentaler, montbeliarde en brune. Het dagelijkse voer voor de koeien moet minimaal voor 80% uit het productiegebied afkomstig zijn.
Bij het aankomen van de melk bij de kaasmaker wordt zij tot 25-30 °C verwarmd. De stremming vindt langzaam plaats, in 16-24 uur. De wrongel wordt in vormen met gaten gedaan om uit te kunnen lekken. Dit gebeurt vanzelf, zonder toepassing van druk. Na twee dagen wordt de kaas uit de vorm gehaald en droog gezouten. Vervolgens gaat de kaas naar een droogruimte. Na drogen gaan de kazen naar de rijpingsruimtes. Daar rijpen de kazen zo’n 5 tot 8 weken. De kaas wordt één tot drie keer per week gekeerd en gewassen. Voor het wassen wordt een mengsel van water en Marc de Bourgogne gebruikt, een mengsel dat in de loop van de weken toeneemt in sterkte.
De kleur van de kaas wordt naarmate de kaas rijper wordt van geel-oranje steeds roder tot uiteindelijk zelfs een steenrode kleur.
Er wordt jaarlijks ongeveer 1000 ton geproduceerd.